# Давлеканово
Давлека́ново (рос. Давлеканово, башк. Дәүләкән) — місто, центр Давлекановського району Башкортостану, Росія. Адміністративний центр та єдиний населений пункт Давлекановського міського поселення.
Назва від башкирського антропоніма Давлетхан.

## Історія
Місто відоме з 18 століття як село Іткулово (потім — Давлеканово). 1888 року через село пройшла Самаро-Уфимська залізниця (нинішня Транссибірська магістраль), село Давлеканово стало залізничною станцією. Вигідне географічне розташування дозволило станції стати своєрідним центром хлібного ринку і місцем проведення крупних ярмарків. Завдяки значному зерновому пункту зсипання давлекановці успішно вели торгівлю зерном. Вони мали пріоритет у всій Уфимській губернії. Більше третини зерна йшло на захід Росії саме зі станції Давлеканово. Таким чином, наприкінці 19 століття Давлеканово стало значним центром борошномельного виробництва і торгівлі хлібом.

## Населення
Населення — 24073 особи (2010; 23860 в 2002).
| Рік  | Населення |
| ---- | --------- |
| 1939 | 14,2      |
| 1959 | 17,1      |
| 1970 | 20,1      |
| 1989 | 21,9      |
| 2002 | 23,9      |
| 2008 | 24,5      |

Національний склад:
- росіяни — 47,1 %
- башкири — 26 %
- татари — 17,9 %
- українці — 4,4 %
- чуваші — 1,3 %

## Господарство
В даний час Давлеканово як і раніше залишається центром хлібної промисловості (у місті — 2 хлібокомбінати, що виробляють також борошно і комбікорми). Розвинені й інші галузі харчової промисловості (молочний, маслосироробний заводи). Виробництво будматеріалів (цегляний завод), авторемонтний завод, завод пожежного устаткування, фабрика дитячого взуття, завод нафтового машинобудування.
Основні напрями промислового виробництва — харчова, борошномельно-круп'яна і комбікормова, машинобудування і металообробка, виробництво будматеріалів, легка промисловість і поліграфія. Давлекановський млин «Якір» був побудована ще 1908 року, борошномельний завод № 4 побудований 1913 року, а № 3 — 1908 року.
Близько 80 % промислового виробництва зосереджено на трьох підприємствах переробної промисловості: на комбінатах хлібопродуктів № 1 № 2 і сироварному комбінаті. Харчова промисловість базується на переробці місцевої сільськогосподарської сировини і є важливою ланкою агропромислового комплексу. На комбінаті хлібопродуктів № 1 випускається понад 40 % продукції, що виробляється цією галуззю Башкортостану. Давлекановська взуттєва фабрика була евакуйована з України 1941 року.

## Культура
У місті і районі розвинений туризм, в основному йде розвиток дитячого туризму. Почато будівництво невеликих профілакторіїв і баз відпочинку на березі озера Асли-Куль, що дозволить подальший розвиток туризму в районі. Народні промисли: килимарство, різьблення по дереву, плетіння з вербових лозин, виробництво кумису. Є православний храм, готель.

## Відомі особистості
В поселенні народилась:
- Бабічева Тулумулан Дагіївна (* 1953) — російська радянська башкирська актриса.
- Батиров Артур Артурович (1993 — 2022) — російський офіцер, старший лейтенант ЗС РФ. Кавалер ордена Мужності. Загинув у бою під час вторгнення до України.